# Союз-36
Союз-36 — радянський космічний корабель (КК) серії «Союз», типу Союз 7К-Т. Серійний номер 52. Реєстраційні номери: NSSDC ID: 1980-041A; NORAD ID: 11811. Одинадцятий політ до орбітальної станції Салют-6; дев’яте успішне стикування. Старт з п'ятим міжнародним екіпажем за програмою Інтеркосмос, екіпажем п'ятих відвідин (ЕП-5): Кубасов/Фаркаш; посадка з екіпажем сьомих відвідин (ЕП-7): Горбатко/Туан.

## Параметри польоту
- Маса корабля — 6800 кг
- Нахил орбіти — 51,62°
- Орбітальний період — 89 хвилин
- Перигей — 197,5 км
- Апогей — 281,9 км

## Екіпаж

### Стартовий
- Основний

Командир ЕП-5 Кубасов Валерій Миколайович
Космонавт-дослідник ЕП-5 Берталан Фаркаш
- Дублерний

Командир ЕП-5 Джанібеков Володимир Олександрович
Космонавт-дослідник ЕП-5 Мадярі Бела

### Посадковий
Командир ЕП-7 Горбатко Віктор Васильович
Космонавт-дослідник ЕП-7 Фам Туан

## Хронологія польоту
Скорочення в таблиці: ПСП — передній стикувальний порт; ЗСП — задній стикувальний порт 
Позначення на схемах: S6 — орбітальна станція «Салют-6»; F — корабель типу «Союз»; T — корабель типу «Союз Т»; P — корабель типу «Прогрес»
| Дата      | Час (UTC) | Подія | Схема                      |
| --------- | --------- | --- | -------------------------- |
| 26 травня | 18:20:39  | З космодрому Байконур ракетою-носієм Союз-У (11А511У) запущено КК Союз-36 з ЕП-5 (Кубасов/Фаркаш)                                            | Союз-35+Салют-6            |
| 27 травня | 19:56     | Стикування КК Союз-36 з ЕП-5 до ЗСП комплексу Салют-6 — Союз-35. Екіпаж станції після стикування: Попов/Рюмін/Кубасов/Фаркаш (ЕП-5 і ЕО-4).  | Союз-35+Салют-6+Союз-36    |
| 3 червня  | 11:50     | Відстикування КК Союз-35 з ЕП-5 від ПСП комплексу Салют-6 — Союз-36. Екіпаж станції після відстикування: Попов/Рюмін (ЕО-4).                 | Салют-6+Союз-36            |
| 3 червня  | 14:20?    | Гальмівний імпульс КК Союз-35 | Салют-6+Союз-36            |
| 3 червня  | 15:06:23  | Посадка КК Союз-35 | Салют-6+Союз-36            |
| 4 червня  | 16:39     | Відстикування КК Союз-36 з ЕО-4 (Попов/Рюмін) від ЗСП станції Салют-6. Станція знелюдніла                                                    | Салют-6                    |
| 4 червня  | 17:09     | Стикування КК Союз-36 з ЕО-4 (Попов/Рюмін) до ПСП станції Салют-6 Екіпаж станції після стикування: ЕО-4 (Попов/Рюмін)                        | Салют-6+Союз-36            |
| 5 червня  | 14:19:30  | З космодрому Байконур ракетою-носієм Союз-У (11А511У) запущено КК Союз Т-2 з ЕП-6 (Малишев/Аксьонов)                                         | Салют-6+Союз-36            |
| 6 червня  | 15:58     | Стикування КК Союз Т-2 з ЕП-6 до ЗСП комплексу Салют-6 — Союз-36 Екіпаж станції після стикування: Попов/Рюмін/Малишев/Аксьонов (ЕО-4 і ЕП-6) | Союз Т-2+Сал-6+Союз-36     |
| 9 червня  | 09:20     | Відстикування КК Союз Т-2 з ЕП-6 від ЗСП комплексу Салют-6 — Союз-36 Екіпаж станції після відстикування: Попов/Рюмін (ЕО-4)                  | Салют-6+Союз-36            |
| 9 червня  | 11:50?    | Гальмівний імпульс КК Союз Т-2 | Салют-6+Союз-36            |
| 9 червня  | 12:39:00  | Посадка КК Союз Т-2 | Салют-6+Союз-36            |
| 29 червня | 04:40:42  | З космодрому Байконур ракетою-носієм Союз-У (11А511У) запущено КК Прогрес-10                                                                 | Салют-6+Союз-36            |
| 1 липня   | 05:53     | Стикування КК Прогрес-10 до ЗСП комплексу Салют-6 — Союз-36                                                                                  | Прогрес-10+Салют-6+Союз-36 |
| 17 липня  | 22:21     | Відстикування КК Прогрес-10 від ЗСП комплексу Салют-6 — Союз-36                                                                              | Салют-6+Союз-36            |
| 19 липня  | 01:47     | Гальмівний імпульс КК Прогрес-10 | Салют-6+Союз-36            |
| 19 липня  | 02:30?    | Схід з орбіти КК Прогрес-10 | Салют-6+Союз-36            |
| 23 липня  | 18:33:03  | З космодрому Байконур ракетою-носієм Союз-У (11А511У) запущено КК Союз-37 з ЕП-7 (Горбатко/Туан)                                             | Салют-6+Союз-36            |
| 24 липня  | 20:02     | Стикування КК Союз-37 з ЕП-7 до ЗСП комплексу Салют-6 — Союз-36 Екіпаж станції після стикування: Попов/Рюмін/Горбатко/Туан (ЕО-4 і ЕП-7)     | Союз-37+Салют-6+Союз-36    |
| 31 липня  | 11:55     | Відстикування КК Союз-36 з ЕП-7 від ПСП комплексу Салют-6 — Союз-37 Екіпаж станції після відстикування: ЕО-4 (Попов/Рюмін)                   | Союз-37+Салют-6            |
| 31 липня  | 14:30?    | Гальмівний імпульс КК Союз-36 | Союз-37+Салют-6            |
| 31 липня  | 15:15:02  | Посадка КК Союз-36 | Союз-37+Салют-6            |